# Arseniusz (patriarcha Jerozolimy)
Arseniusz – prawosławny patriarcha Jerozolimy w 1334 r.